# Afrodiapterna cambeforti
Afrodiapterna cambeforti är en skalbaggsart som beskrevs av Dellacasa 1984. Afrodiapterna cambeforti ingår i släktet Afrodiapterna och familjen Aphodiidae. Inga underarter finns listade i Catalogue of Life.